# Bjørnø
Bjørnø er en ø i det Sydfynske Øhav. Øen dækker et areal på 1,5 km². Øen har 38 indbyggere og er en del af Faaborg-Midtfyn Kommune. Der er færgeforbindelse fra Faaborg med Bjørnø-Færgen. Der er ingen veje, ingen biler og ingen lyskryds. 